# Anziying
Anziying (kinesiska: 安子营) är en köping i Kina. Den ligger i provinsen Henan, i den centrala delen av landet, omkring 240 kilometer sydväst om provinshuvudstaden Zhengzhou.
Genomsnittlig årsnederbörd är 843 millimeter. Den regnigaste månaden är augusti, med i genomsnitt 143 mm nederbörd, och den torraste är januari, med 7 mm nederbörd.